# Lillie
För andra betydelser, se Lillie (olika betydelser).

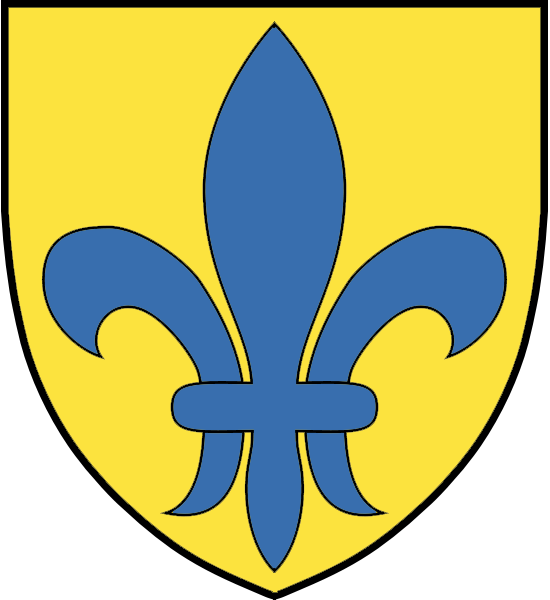
En heraldisk lilja ingick på olika sätt i Lillie-ätternas vapen. Här Lillie af Greger Mattssons ätts vapen.

Lillie är namnet på flera svenska frälseätter, varav tre introducerats på Riddarhuset. Liljan var symbol för flera svenska medeltida frälseätter.
Lillie (Matts Ödgislasons ätt) - medeltida frälseätt, vars sista manliga medlemmar avrättades i Stockholms blodbad. Ättens anor går möjligen att spåra till Sune Sik, begravd i Vreta kloster omkring år 1300. Gregers Matsson (Lillie) tillhörde denna ätt, som räknats som identisk med den ätt som introducerades 1625 (se nedan).
Lillie af Ökna var en uradlig adelsätt, introducerad på Riddarhuset 1625, men utdöd redan före 1636. Ätten har inget känt samband med övriga Lilliesläkter. 
Lillie af Greger Mattssons ätt, introducerad 1625 med tillägget på grund av antaget samband med Matts Ödgislasons ätt ovan. Upphöjdes senare till grevlig. Utslocknad 1763.
Lillie af Aspenäs vars äldste med säkerhet kände medlem var domaren Birger Andersson till Angered. Hans sonson legaten Bengt Bryntesson introducerades 1625 på riddarhuset som adlig ätt nummer 109. Ätten dog ut på manssidan 1839. En gren av ätten erhöll 1719 friherrlig värdighet. Denna friherrliga ätt Lillie anses vara utgången 1813.